# Easier to Run
Easier to Run es una canción de la banda estadounidense de rap metal Linkin Park, perteneciente a su álbum Meteora, publicado en 2003.

## Musíca
Esta canción tiene una estructura musical similar a Crawling (principalmente debido a la música en los coros) y Pushing Me Away (música en los versos). Chester Bennington escribió todas las letras de esta pieza.

## Personal
- Chester Bennington - voz
- Mike Shinoda - voz, guitarra rítmica, sampler, sintetizador
- Brad Delson - guitarra líder
- Rob Bourdon - batería, percusión
- Joe Hahn - disk jockey, sampler, programacíon
- Dave Farrell - bajo eléctrico

- Datos: Q109942801